# Junko Matsui
Junko Matsui (7 de diciembre de 1906 – 1 de agosto de 1989) (松井潤子 en japonés, o まつい じゅんこ en kana) fue una actriz japonesa que trabajó en películas mudas y sonoras en los años 1920 y 1930.

## Primeros años
Junko Matsui nació en Asakusa, Tokio; su hermana mayor Chieko Matsui también fue actriz. Asistió a la Daiichi Girls' High School.

## Carrera

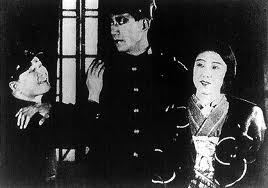
Escena de Wakôdo no yume (The Dreams of Youth, 1928), una comedia romántica de Yasujirõ Ozu, junto con Junko Matsui

Matsui empezó a actuar de joven, cuando sustituyó a su hermana en un espectáculo. En el teatro era conocida como Kiyomi Matsui. Se unió al estudio cinematográfico Shochiku Komata con su hermana. Apareció en docenas de películas mudas y sonoras en las décadas de 1920 y 1930.
Matsui solía interpretar a jóvenes modernas en comedias mudas y melodramas, sobre todo en Days of Youth (1929), dirigida por Yasujirō Ozu, en la que dos universitarios rivalizan por las atenciones de su personaje mientras todos disfrutan de unas vacaciones de esquí en Akakura. Tuvo papeles secundarios en los melodramas Haha o kowazuya (A Mother Should Be Loved, 1934), también dirigidos por Yasujirō Ozu, y en Kazoku Kaigi (Family Meeting, 1936), dirigida por Yasujirō Shimazu.
Matsui se retiró de la industria cinematográfica en 1940, pero apareció en una película después de la Segunda Guerra Mundial,  Natsukashi no buruusu (The Nostalgia Blues, 1948).

## Vida personal
Matsui se casó con el jugador de béisbol profesional y director de equipo Shigeru Mizuhara en 1935. Él murió en 1982, y ella murió en 1989, a los 82 años.